# Лотус (команда Формулы-1, 1958—1994)
Team Lotus (транслит. тим Лотус; в переводе с англ. — «команда „Лотус“») — британская автогоночная команда, одна из самых успешных в истории Формулы-1.

## История

### 1950-е
Колин Чепмен основал Lotus Engineering Ltd в 1952 году, в Хорнси. Lotus достиг быстрого успеха в 1953 и 1954 годах, участвуя в соревнованиях Формулы-2. Дебют в Формуле-1 состоялся 18 мая 1958 года на Гран-при Монако. За команду выступали Клифф Эллисон и Грэм Хилл. В первом Гран-при Эллисон пришёл шестым, отстав на 13 кругов, но по зачётной системе того времени очков не набрал. На Гран-при Бельгии 1958 года Эллисон занял 4-е место и набрал первые и единственные очки для Lotus в дебютном сезоне. С 3 очками Lotus занял 6-е место из 9 команд. В 1959 году результат был незначительно улучшен. Два результативных финиша Иннеса Айрленда: 5 очков и 4-е место после Cooper Car Company, Scuderia Ferrari и BRM.

### 1960-е
Первая победа в Формуле-1 пришла для команды на Гран-при США 1961 года. Победителем стал Иннес Айрленд. Но годом раньше в Монако на подобной машине Lotus-Climax Стирлинг Мосс выиграл гонку, выступая за независимую Rob Walker Racing Team.
3 года подряд с 1960 по 1962 Lotus Team занимала 2-е место в кубке конструкторов, и в 1963 году Джим Кларк наконец завоевал чемпионский титул для Lotus, выиграв в 7 из 10 гонок сезона.
Сезон 1966 года был провален. Формула-1 перешла на 3-литровые моторы, и команда оказалась не готова к изменениям.
1968 год начался с победного дубля Джима Кларка и Грэма Хилла в Южной Африке, но вскоре Джим Кларк разбился в Хоккенхайме на внезачётных соревнованиях Формулы-2, за рулём Lotus 48. Сезон 1968 года привнёс в Формулу-1 антикрылья, моде последовал и Колин Чепмен, установив на своих машинах небольшое переднее антикрыло и задний спойлер. Грэм Хилл на Lotus 49 стал чемпионом в этом году. В это же время Колин Чепмен переместил базу команды в Хетзел в Норфолке. Новый завод был построен на месте бывшей базы бомбардировщиков и старые взлётно-посадочные полосы были модифицированы в трассу для тестов.

### 1970-е
В 1970 году пилот Lotus Йохен Риндт стал чемпионом посмертно. Новый Lotus 72 содержал множество нововведений, таких как стержневая подвеска, размещение двух радиаторов по бокам кокпита, увеличенное 3-плоскостное заднее крыло. Передняя подвеска имела так называемую анти-ныряющую (anti-dive) геометрию во избежание зачиркивания асфальта носом в момент торможения. Всё это позволило Риндту доминировать в чемпионате, пока он не разбился в Монце (с машины были сняты антикрылья для повышения скорости, но авария произошла из-за поломки тормозного вала).
Спонсором команды с 1968 года была табачная компания John Player & Sons (подразделение Imperial Tobacco). Фирменные цвета их нового бренда John Player Special определили раскраску автомобилей Lotus в те годы — чёрный цвет с золотыми полосами. Но после гибели Ронни Петерсона в 1978 году, из-за мрачной раскраски автомобили Lotus стали называть в паддоке «чёрными гробами».
В 1971 году единственный раз в истории чемпионатов мира Формулы-1 на старт выходил болид с газотурбинным двигателем Pratt & Whitney — Lotus-56B. Впрочем, ни в одной из трёх гонок успеха добиться не удалось. Единственный финиш был на счету Эмерсона Фиттипальди — 8-е место в Гран-при Италии. Зато в 1972 году 25-летний бразилец за рулём Lotus стал самым молодым чемпионом Ф-1 на тот момент (рекорд был побит в 2005 году Фернандо Алонсо). В 1973 году Lotus выиграли кубок конструкторов в 6-й раз.
Lotus стала первой командой, достигшей 50 побед в Гран-при. Ferrari достигла этого показателя второй после Lotus, несмотря на то, что их первая победа состоялась за 7 лет до первой победы Lotus.
1970-е годы были очень успешными для Lotus. Фирма процветала и вкладывала большие средства в автомобильные разработки. Инженерами Lotus были созданы первые машины, в которых использовался граунд-эффект.
Одним из самых выдающихся достижений Чепмена были автомобили Lotus 78 и Lotus 79, на которых в 1978 году Марио Андретти выиграл чемпионат мира.

### 1980-е

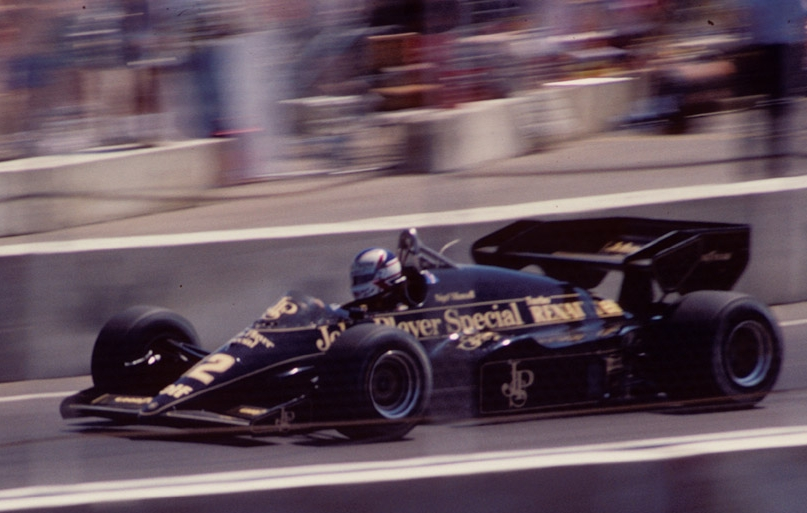
Найджел Мэнселл берёт свой первый поул за рулём оборудованного мотором Renault Lotus 95T на Гран-при США 1984 года

Колин Чепмен начал работать над системой активной подвески, но умер в декабре 1982 года от сердечного приступа. Ему было 54 года. Управление командой перешло к Питеру Варру, бывшему гонщику Lotus. С 1980 года за Lotus в течение 5 сезонов выступал Найджел Мэнселл, но машины не отличались большой надёжностью. Команда откатилась в хвост пелотона. Единственная победа в это время на счету Элио де Анджелиса на Гран-при Австрии 1982 года.
Варр нанял молодого гонщика Айртона Сенну, несмотря на желание спонсоров John Player’s оставить в команде Найджела Мэнселла. Во второй гонке за Lotus на Гран-при Португалии 1985 года он одержал свою первую победу. В 1986 году спонсор сменился — им стала табачная компания Camel. Гоночные способности Айртона Сенны привлекли мотористов Honda, которые решили поставлять команде свои двигатели. Вторым пилотом Lotus стал японец Сатору Накадзима. Лучшим результатом команды стало 3-е место в 1987 году. Сенна смог выиграть только две гонки в том году и ушёл в McLaren; на смену пришёл другой бразилец — чемпион Нельсон Пике.

### 1990-е
В конце 1980-х — начале 1990-х результаты команды стали стремительно ухудшаться. Редко набирались очки. Пике и Накадзима ушли соответственно в Benetton и Tyrrell. В конце 1990 года Camel прекратили своё сотрудничество с Lotus, оставив их без ставшей уже привычной жёлтой раскраски. Хонда также прекратила поставлять свои двигатели, так что команде пришлось использовать слабые моторы Lamborghini и Judd. В 1991 году командой стали руководить бывшие сотрудники Lotus — Питер Колинз и Питер Райт. Гонщиками стали Мика Хаккинен и Джонни Херберт, заменивший по ходу сезона Джулиана Бэйли. На Гран-при Сан-Марино 1991 года впервые с 1988 года обе машины Lotus пришли в очковой зоне. Было заключено сотрудничество на поставку моторов Ford. В 1992 году, несмотря на большие финансовые проблемы команде удалось набрать 13 очков (11 из них на счету Хаккинена) и занять 5-е место в кубке конструкторов, позади Ferrari, опередив Tyrrell, Footwork и Ligier. В 1993 году результат был почти повторён — 12 очков и 6-е место. За Лотус выступал Алессандро Дзанарди, набрав в том сезоне своё единственное очко в Формуле-1. Прогресс во многом объяснялся тем, что команда сделала ставку на «компьютеризацию» машины, вложив максимум средств в развитие электроники болида. Однако после 1993 года большая часть электроники в Формуле-1 была запрещена, и все эти работы потеряли свой смысл. Такого удара команда не пережила.
В 1994 году Lotus выступал с моторами Mugen-Honda. Долги команды росли. За рулём болидов побывало 6 пилотов, в том числе Мика Сало и Педро Лами, а также несколько рента-драйверов. Контракт Джонни Херберта выкупил Том Уокиншоу. Команду купил Дэвид Хант, брат чемпиона мира 1976 года Джеймса Ханта, но непомерные долги не позволили команде выйти на старт, и команда объявила о слиянии с аутсайдерами пелотона — Pacific Racing. Так закончилась история Team Lotus в Формуле-1.
Позже Дэвид Хант предпринимал неоднократные попытки возвращения Team Lotus в пелотон в 1997, 1999 (был даже выпущен официальный пресс-релиз), 2001 годах, но все они терпели неудачу.

### Наследие

#### Конфликт вокруг бренда Lotus
На момент завершения выступлений Lotus в чемпионате права на название Team Lotus принадлежали Дэвиду Ханту, брату чемпиона Ф1 1976 года Джеймса Ханта. Летом 2009 года команда Litespeed, подавшая заявку на участие в сезоне 2010 года, достигла договорённости с Дэвидом Хантом на право использования названия Lotus. Однако летом FIA не включила команду в заявочный лист чемпионата 2010 года.
Тем не менее, после объявления в августе 2009 года об уходе BMW из Ф1, в заявленном листе чемпионата 2010 года появилась дополнительная вакансия. 15 сентября было объявлено, что её займёт команда Lotus. Лицензию на использование имени Lotus малайской команде предоставила компания Lotus Cars, которая на настоящий момент принадлежит малайзийскому концерну Proton. Причём, техническим директором команды также стал Майк Гаскойн. Как и остальные новички чемпионата, команда использовала для своих машин моторы Cosworth.
24 сентября 2010 года, на специальной пресс-конференции малайской команды, стало известно, что владельцем команды Тони Фернандесом были выкуплены права на бренд Team Lotus (была приобретена компания Team Lotus Ventures Limited) у Дэвида Ханта. Таким образом, команда планировала выступать в сезоне 2011 года под именем Team Lotus.
В конце 2010 года компания Lotus решила вернуться в Ф1, выступив в качестве партнёра команды «Рено» (в результате этого команда сменила полное название с Renault F1 Team на Lotus Renault GP). Следствием этого стали судебные тяжбы о праве использования имени Lotus в Формуле-1, продлившиеся весь 2011 год. Семья Колина Чепмена поддержала компанию Lotus. В середине 2011 года Тони Фернандес приобрёл компанию Caterham Cars, производящая автомобили Caterham 7 (по сути Lotus Seven, созданный Колином Чепменом) и позже объявил о преобразование его коллектива в заводскую команду Caterham. В конце сезона было объявлено, что компания Lotus является единственным правообладателем имени Lotus.

#### Новый Lotus
В 2010 году имя команды Lotus вновь появилось в Формуле-1. В 2010—2011 годах в чемпионате выступала малайзийская команда Lotus Racing, впоследствии сменившая название на Caterham. Одновременно с этим с 2011 года команда Renault сменила официальное наименование на Lotus Renault GP, а с 2012 года стала выступать под названием Lotus F1 Team. В 2016 году команда Лотус вновь стала выступать как заводская команда «Рено». Следует отметить, что ни та ни другая команда уже не имела никакого отношения к историческому «Лотусу» и его коллективу.